# Alberto Balestrini
Alberto Edgardo Balestrini (Buenos Aires, 9 de março de 1947 – Banfield, 4 de abril de 2017) foi um advogado e político argentino filiado ao Partido Justicialista. Balestrini ocupou vários cargos importantes ao longo de sua carreira: foi vice-governador da Província de Buenos Aires na gestão de Daniel Scioli entre 2007 e 2010, presidente da Câmara dos Deputados da Argentina de 2005 a 2007 e intendente (prefeito) de La Matanza de 1999 a 2005.
Além disso, Balestrini atuou como membro do Senado da província de Buenos Aires e como presidente da seção da província de Buenos Aires do Partido Justicialista. A carreira de Balestrini foi interrompida por um acidente vascular cerebral (AVC) debilitante em abril de 2010, após o qual ele se aposentou da política para recuperar-se. Morreu em 2017, aos 70 anos.

## Biografia

### Primeiros anos e formação acadêmica
Alberto Balestrini nasceu em 9 de março de 1947 em Buenos Aires, capital da Argentina. Seu pai era um oficial militar peronista que foi forçado a se exilar em 1955 após o golpe da Revolución Libertadora e a ditadura que se seguiu; por esse motivo, Balestrini passou parte de sua infância no Chile.
Balestrini estudou magistratura no Instituto Padre Elizalde em Ciudadela. Na década de 1970, iniciou sua carreira política no sindicato dos estudantes da Universidad del Salvador, onde formou-se em direito em 1975. Durante a mais recentre ditadura militar no país, entre 1976 e 1983, Balestrini trabalhou com o Padre Carlos Mugica.

### Política
Balestrini começou sua carreira no Partido Justicialista sob a orientação de Alberto Pierri, um importante líder justicialista em La Matanza. No entanto, quando Pierri apoiou a campanha de reeleição de Carlos Menem em 1999, Balestrini apoiou Eduardo Duhalde nas primárias do Partido Justicialista. Duhalde então escolheu Balestrini como candidato a prefeito nas eleições daquele ano em La Matanza. Balestrini concorreu contra a candidata da Aliança, Lidia “Pinky” Satragno; com sua vitória, o Partido Justicialista continuou sua sequência como o único partido no poder no distrito desde 1983.
Ao final da década de 1990, Balestrini formou, ao lado de Julio Alak e Juan José Álvarez, um trio de jovens políticos justicialistas promissores conhecidos como os “Três Mosqueteiros”. Balestrini manteve relações amistosas com os líderes do Piquetero, Juan Carlos Alderete e Luis D'Elía.
Após ser eleito para a Câmara dos Deputados da Argentina pela segunda vez em 2005, Balestrini foi eleito presidente da Câmara, cargo que ocupou até 2007. Nas eleições provinciais de 2007 em Buenos Aires, Balestrini foi o companheiro de chapa de Daniel Scioli no Partido Justicialista–Frente para a Vitória. Scioli e Balestrini venceram a eleição com 49% dos votos, à frente da candidata da Coalizão Cívica, Margarita Stolbizer.
Em dezembro de 2008, Balestrini foi eleito o novo presidente da seção da Província de Buenos Aires do Partido Justicialista.

### Anos posteriores
Em 7 de abril de 2010, Balestrini sofreu um acidente vascular cerebral (AVC) debilitante e foi internado no Policlínico General San Martín, em La Plata. Como não estava apto para o cargo, foi sucedido em seus postos por Gabriel Mariotto como vice-governador de Buenos Aires e por Hugo Moyano como presidente do Partido Justicialista de Buenos Aires. Balestrini nunca se recuperou totalmente e só voltou a andar sozinho em 2013.
No ano de 2013, foi homenageado com um hospital de maternidade e atendimento infantil que teve na inauguração a presença da então presidente da Argentina, Cristina Kirchner. O hospital fica localizado em La Matanza e foi batizado como Hospital Dr. Alberto Balestrini.

#### Morte
Balestrini morreu na madrugada de 11 de abril de 2017, em uma clínica particular em Banfield.